# Helianthus longifolius
Helianthus longifolius — вид квіткових рослин з родини айстрових (Asteraceae).

## Біоморфологічна характеристика
Це багаторічник 10–30 см. Стебла (зелені чи пурпуруваті) прямовисні, голі. Листки переважно прикореневі; супротивні; листкові ніжки 0–1 см; листкові пластинки від лінійних до вузько обернено-яйцеподібних, 13–30 × 0.7–2 см, поверхні голі; краї цілі або туманно зазубрені. Квіткових голів 3–12. Променеві квітки 8–13; пластинки 10–19 мм. Дискові квітки 35+; віночки 4.2–5.5 мм, частки жовті; пиляки темні. Ципсели 2–3 мм, ±голі. 2n = 34. Цвітіння: пізнє літо — осінь.

## Умови зростання
США (Алабама, Джорджія, Північна Кароліна). Населяє окрайці відслонень пісковику та граніту; 100–600 метрів.